# رافائيل تريستاني
رافائيل تريستاني إي باريرا (أرديفول، لاردة، 1814 - لورد، 1899) كان عسكريًا إسبانيًا.
شارك في جميع الحروب الكارلية إلى جانب أنصار الشرعية، وكان من أبرز قادتهم إلى جانب توماس دي زومالاكاريغي ورامون كابريرا. ينحدر من عائلة نبيلة، تلقى دراسته الابتدائية، وسعى بنفسه لاكتساب ثقافة أدبية وتاريخية وعلمية تتناسب مع بيئته وزمانه.

## السيرة الذاتية
ينحدر من أسرة نبيلة، وتلقّى دراسته الابتدائية، ثم سعى بنفسه إلى اكتساب ثقافة أدبية وتاريخية وعلمية، تتناسب مع البيئة والعصر الذي كان يعيش فيه.
الحرب الكارلية الأولى
كان رافائيل تريستاني ابن شقيق الجنرال الكارلي بينيتو تريستاني. عند اندلاع الحرب الكارلية الأولى، انضم إلى صفوف دون كارلوس وهو في التاسعة عشرة من عمره. في عام 1835، وصل إلى رتبة مقدم بعد أن شارك في معارك عديدة مثل: سيراسيكا وسوريا وتورا وفونيوسا وسوس ويانيرا ومانريسا وبيرغا وجيريوإل بروش وبراتس دي لوسانيز وسيرفيرا وكلاف وتونا وسولسونا وسوليياس وغرانييرا وشارك أيضًا في معركة بويس دي يوبيرا، وتعرض لإصابة خطيرة في معركة بيوسكا في أبريل 1840.
عندما هاجر كابريرا إلى فرنسا في نفس العام، بقي تريستاني متخفيًا في إسبانيا، ثم عاد إلى القتال مجددًا في عام 1847.

### الحرب الكارلية الثانية
خلال الحملة المونتيمولينية، كان تريستاني القائد العام الكارلي لمقاطعات برشلونة ولاردة. شارك في معارك سان فيليو دي ساسيرا، سيرفيرا، تيراسا، سوريا، مونسونيس وبويغسيردا، وقاد فرقة مكونة من أكثر من 3000 رجل. قاد هذه الفرقة في معارك فيغولس، سامبيدور، بونت دي أرمنتييرا، وبيانويبا دي براديس. استولى على بلدتي بيرغا وسايينت، وأسر حامية مدينة إيغوالادا. كما خاض معارك في سان سالفادور، براديس —التي استولى على حصنها— وأفينيو، حيث أسر البريغادير مانزانو و700 جندي ليبرالي.
بعد دخوله مدينة كاردونا —حيث أسر العقيد أولميدييا وعدة ضباط و30 جنديًا من سلاح الفرسان—، خاض بنجاح معركة بينوس. رغم هذه الانتصارات، فإن ضغط القوات الليبرالية بقيادة مانويل كونتشا أحبط مجهودات الكارليين، مما اضطر تريستاني إلى الهجرة إلى فرنسا في 18 مايو 1849.

### انتفاضة كارلية عام 1855
المقال الرئيسي: الانتفاضة الكارلية عام 1855
في يوليو 1855، دخل تريستاني إسبانيا مرة أخرى. قاد حوالي 200 رجل وتمكن من الاستمرار في حرب عصابات قرابة عام.

### في خدمة ملك نابولي
في عام 1861، عرض تريستاني خدماته على الملك فرانثيسكو الثاني ملك نابولي، الذي عيّنه قائدًا عامًا لمقاطعة أبروتسو. قاتل ضد حملة الألف بقيادة غاريبالدي. حقق انتصارات في مونتي كاتالدو، كامبو دي مييلي، وكاستيلو نوفو. لكنه أُسر في النهاية وتم ترحيله إلى فرنسا.

### الحرب الكارلية الثالثة
عاد الجنرال تريستاني إلى إسبانيا في مايو 1872. قاد العمليات في كتالونيا بصفته القائد العام لإقليم كتالونيا. انتصر في معركة "لاس بريساس"، واستسلمت له حاميات سان فيليو دي بالارولس، سان هيليو، تاراديّ، وسالياس. هزم الليبراليين في لا ياكونا، وسحق وحدة من الحرس المدني في ساناهوجا.
في 1873 تولى قيادة محافظتي لاردة وطراغونة. اقتحم بويبلا دي سيغور، وأجبر حامية خيري على الاستسلام. أسر سربًا من فرسان كالاترافا و125 من رجال الميليشيات في ساناهوجا. شارك في الهجوم على إيغوالادا، وانتصر في كاسيراس، وسحق وحدة العقيد ماتورانا في براديس، وقتل العقيد، وغنم مدفعًا و1000 بندقية و300 أسير.
في 1873 رقّاه دون كارلوس إلى رتبة فريق أول. في 1874 اقتحم مدينة فيك، وأسر كتيبة، وغنم مدفعين. ثم استولى على مانريسا، وحصل على مدفع جديد، ودخل فيندريل وغنم مدفعين آخرين و100 أسير ليبرالي.
بعد انتقال ألفونسو دي بوربون إلى المنطقة الوسطى، تولى تريستاني القيادة العليا للقوات الكارلية في كتالونيا. قاد أكثر من 12,000 جندي، و22 مدفعًا، و500 فارس. كانت القوات منظمة تنظيمًا محكمًا.
حقق انتصارات في كاردونا وبراديس وكاستيون دي إمبوريس، حيث أسر الكولونيل مويا مع مدفعين و200 رجل. بعد أن أعاد كارلوس امتيازات كتالونيا في 1874، عيّن تريستاني رئيسًا للديوانية العامة (الجنرالية). لكن خوان ميستري إي توديلا، نائبه، كان من تولى القيادة الفعلية.
بما أن كارلوس أعاد فويروس دي كاتالونيا في عام 1874، فقد تم تعيين تريستاني رئيسًا للهيئة العامة (الجنرالية) في كاتالونيا، رغم أن خوان ميستري إي توديلا، الذي كان نائبًا اسميًا، هو من تولى فعليًا مهام الرئاسة.
في مارس 1875، انتقل تريستاني إلى الشمال بصفته القائد العسكري للربع التابع لكارلوس، وشارك في حصار غوايتاريا، حيث استحق وسام الصليب الأكبر لسان فرناندو.
وفي نوفمبر من نفس العام، تم تعيينه قائدًا عامًا لكاتالونيا، لكن جهود الحكومة الليبرالية، التي جمعت 50 ألف رجل لمحاربة الكارليين، جعلت شجاعة تريستاني بلا جدوى، حيث لم يتمكن من منع الانتصارات الليبرالية في ميرابيت وكاسب وكانتابييخا وبويغسيردا، ولا من سقوط مدينة لا سيو دي أورخل.
وبحسب النعي الذي نشرته صحيفة "إل كوريّو إسبانيول" عن تريستاني، فإن الجنرال مارتينيث كامبوس قال له ذات مرة:
«لنتحد، سنعلن دون ألفونسو، وسنذهب إلى برشلونة ونقضي على الثورة»، فرد عليه تريستاني:
| ليست هذه هي الطريقة للقضاء عليها؛ دون ألفونسو لن يقضي على الثورة، بل سيكرسها عندما يرتمي في أحضانها. إذا كنت تريد القضاء على الثورة، اتحد معي ولنعلن كارلوس السابع. |

وبحسب نفس الصحيفة، فقد رفض تريستاني، وفاءً منه للقضية الكارلية، منصب فريق أول ولقب "كونت أفيغنو" الذي عرضه عليه حكومة مدريد، كما عرضته وأعطته لرامون كابريرا.

### المنفى والوفاة
عقب الحرب، نُفي تريستاني إلى باريس، حيث عاش على الصدقات التي قدمها الشرعيون. وبمعاش متواضع، قضى المرحلة الأخيرة من حياته مع كاهنه، خوسيه إسبينوس، نائب أبرشية ألبي ومحارب كارلي قديم، قرب مغارة لورد. منحه دون كارلوس ألقاب: بارون ألتت، كونت أفينييو، وماركيز كازا تريستاني.
في ثمانينات القرن التاسع عشر، كان تريستاني من أنصار جريدة "إل سيغلو فوتورو" التقليدية، في الخلاف الذي دار بينها وبين الصحيفة التقليدية الأخرى "لا في"، رغم أنها كانت أقل تشددًا. واصل دعمه لها حتى بعد ما يسمى بـ"بيان بورغوس" عام 1888. وعلى الرغم من أنه لم ينضم في النهاية إلى الحزب الاندماجي، فقد حافظ على علاقة ودية مع رامون نوسيدال حتى وفاته.
قال الكاتب فرانسيسكو دي باولا أوير، الذي زاره وكتب سيرته الذاتية في 1890، إن تريستاني أخبره في لوردس أنه لا يزال "مستعدًا للقتال من أجل إلهه وملكه".
في عام 1894، زار تريستاني مدينة فينيسيا ليقابل، ربما للمرة الأخيرة، دون كارلوس في قصر لوريدان، وخدم كشمّاس في قدّاس أقيم في المصلى.
كان نحيفًا جدًا، وتوفي في 17 يونيو 1899. ووفقًا لشهادة الكاهن، توفي الجنرال تريستاني مصادفة في اللحظة التي كانت فيها فرقة موسيقية من بلدية تافايا، جاءت لتكريم عمدة لورد، تعزف النشيد الملكي الإسباني، الذي أمر تريستاني جنوده بعزفه مرارًا في حياته.
عند وفاته، قال دون كارلوس إن تريستاني كان يحمل "خاتم الأمانة، والتواضع، والوفاء"، وإنه ذكّره "بصورة فارس من العصور الوسطى وجندي إسباني حقيقي على الطراز القديم".
**وصول رفات تريستاني إلى مقبرة أرديفول (1913)**
وفقًا لدائرة المعارف الإسبانية "إسباسا"، كان تريستاني، كمقاتل غير نظامي، يُعد "من الشخصيات التي يمكن مقارنتها بكابرييرا وزومالاكاريغي، ومن اللافت أنه، رغم الحماس الحزبي الذي اتسم أحيانًا بالوحشية من الجانبين في إسبانيا، كان يُنظر إلى تريستاني، حتى من قبل أعدائه، كقائد إنساني وفارس، حرص على عدم إلحاق الأذى بالعدو إلا بقدر ما هو ضروري لتعطيل قواته أو مبادراته".
في عام 1913، نُقلت رفات تريستاني إلى مسقط رأسه، أرديفول. نظم خوان ماريا روما حجًا كارليًا لهذا الغرض، حضره نحو 15,000 حاج إلى لورد، بمن فيهم دون خايمي نفسه، الذي لقي استقبالًا حافلًا. شكّلت ما سُمي بـ"حج الوفاء" عرضًا كبيرًا للقوة التي كان لا يزال يتمتع بها التيار الكارلي، خاصة في كتالونيا.

### العائلة
تزوّج رافائيل تريستاني من امرأة فرنسية شرعية، قامت في عام 1887 بترجمة كتاب *"الليبرالية خطيئة"* للقس فيليكس سردا إي سالفاني إلى اللغة الفرنسية.
شارك عدة أفراد من عائلة تريستاني في صفوف الكارليين أيضًا: ميغيل تريستاني: القائد العام للكارليين الكتالونيين في بداية الحرب الكارلية الأولى، قُتل في معركة غالينيا عام 1834 و بينيتو تريستاني ومارشال ميداني كارلي، أعدمه الليبراليون في سولسونا في 17 مايو 1847 وخوسيه تريستاني: عقيد كارلي، برز في الحرب الأولى وميغيل تريستاني (آخر): نقيب كارلي، قُتل خلال انتصار شقيقه الجنرال رافائيل تريستاني في مدينة أفينيو عام 1848 وأنطونيو تريستاني: قائد كارلي، قُتل في معركة كاسا ماسانا في بينوس عام 1855 وفرانسيسكو تريستاني: بريغادير كارلي، القائد العام للكارليين في لاردة خلال الحرب الأهلية بين 1872 و1876